# Bemisia medinae
Bemisia medinae es un hemíptero de la familia Aleyrodidae, con una subfamilia: Aleyrodinae.
Fue descrita científicamente por primera vez por Gomez-Menor en 1954.